# Huasco Bajo
Huasco Bajo es una localidad chilena, perteneciente a la comuna de Huasco, Provincia de Huasco, Región de Atacama. Dista 4 km de Huasco, capital comunal y 185 km de Copiapó, capital regional. Se encuentra entre a la ruta C-46 que une Vallenar con Huasco y a la ribera sur del río Huasco.
Este poblado rural cuenta con una sencilla iglesia y casas dispersas entre plantaciones de olivos.

## Historia
En el año 1536, el descubridor de Chile continental don Diego de Almagro en su sacrificado paso al centro del país, toma contacto en este lugar conocido como "Pallantume" con una importante población indígena.
En este antiguo asentamiento indígena hacia 1500 tenía su residencia el cacique Marican o Maricande, nombrado de esta forma por el historiador Luis Joaquín Morales, médico y escritor, nacido en esta localidad. Marican fue instalado en este puesto por el Imperio incaico que habían conquistado la zona en su favor y tenía autoridad sobre los caciques Coluba, Atuntaya y Moroco. Coluba, quien tenía el rango de segundo jefe, atendía la zona de Carrizal, Bahía Salada y Canto de Agua. Atuntaya y Moroco se repartían los territorios de Paitanás (Vallenar) y el interior del valle, hasta la cordillera.
Por lo tanto, Huasco Bajo, es el asentamiento aborigen de más importancia del valle en la época prehispánica, donde habitaron las culturas molle, diaguita y picunche, con gran relación con los habitantes de la costa, los changos.
Durante la colonia este poblado se empleó para apoyaba el cercano puerto de Huasco y facilitar la colonización y evangelización del valle del Huasco.

### Iglesia en San Francisco de Huasco Bajo

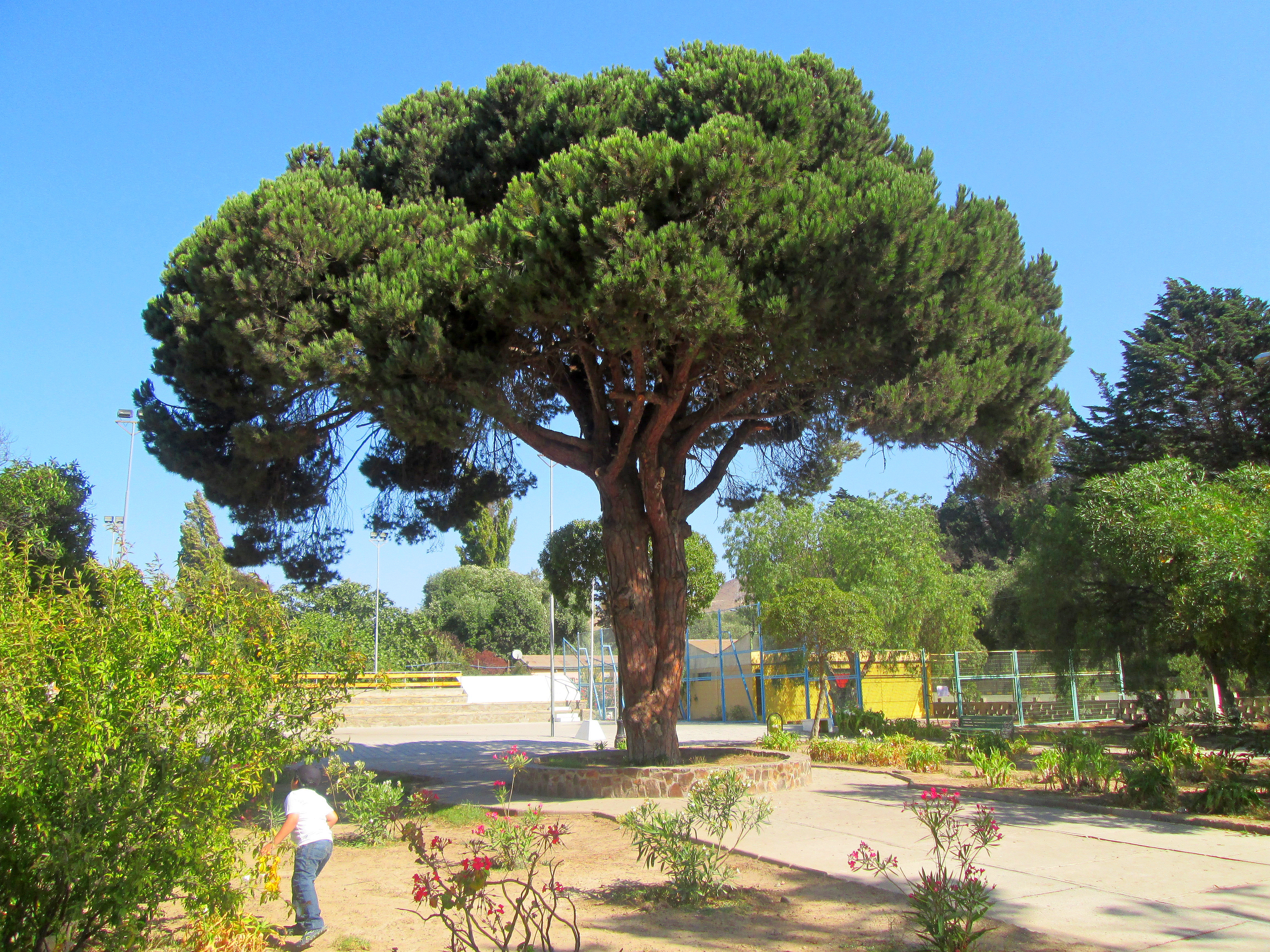
Centenario pino piñonero en la plaza de Huasco Bajo.

En el año 1633 se construye la primera iglesia del valle del Huasco, en la aldea San Francisco de Huasco Bajo, que luego en el año 1933 fue reemplazada por la actual Iglesia Nuestra Señora del Rosario.

## Economía
Su economía básica es la olivicultura. Famosa es la aceituna producida por esta localidad, como igualmente la extracción de aceite de oliva, productos que a gran escala son cosechados en los grandes fundos y huertos familiares.

## Turismo
Esta localidad tiene aroma pueblerino, de gente esforzada, gentil y sencilla. Cuenta con una capilla llamada Nuestra Señora del Rosario, del año 1933, ubicada frente a su plaza.
Recorrido por olivos centenarios entre Huasco y Freirina, cuenta la historia de la ciudad y su pasado, degustando la gastronomía y los sabores del Huasco, como los exquisitos camarones de río. Destacan añosos olivos que datan desde el siglo XIX, los que han permitido desarrollar productos con identidad propia, se puede visitar las plantas aceiteras industrial, semi industrial y artesanal de aceite de oliva regional. Un reciente estudio realizado el año 2016 determinó que algunos ejemplares de olivos en Huasco Bajo fueron plantados hace más de 400 años, es decir, en los primeros años de este asentamiento.
En sus inmediaciones se ubica el acceso a las playas y balnearios de la Costa de Huasco, así como del Humedal formado en la desembocadura del Río Huasco, rico en fauna silvestre.

### Festividades y celebraciones

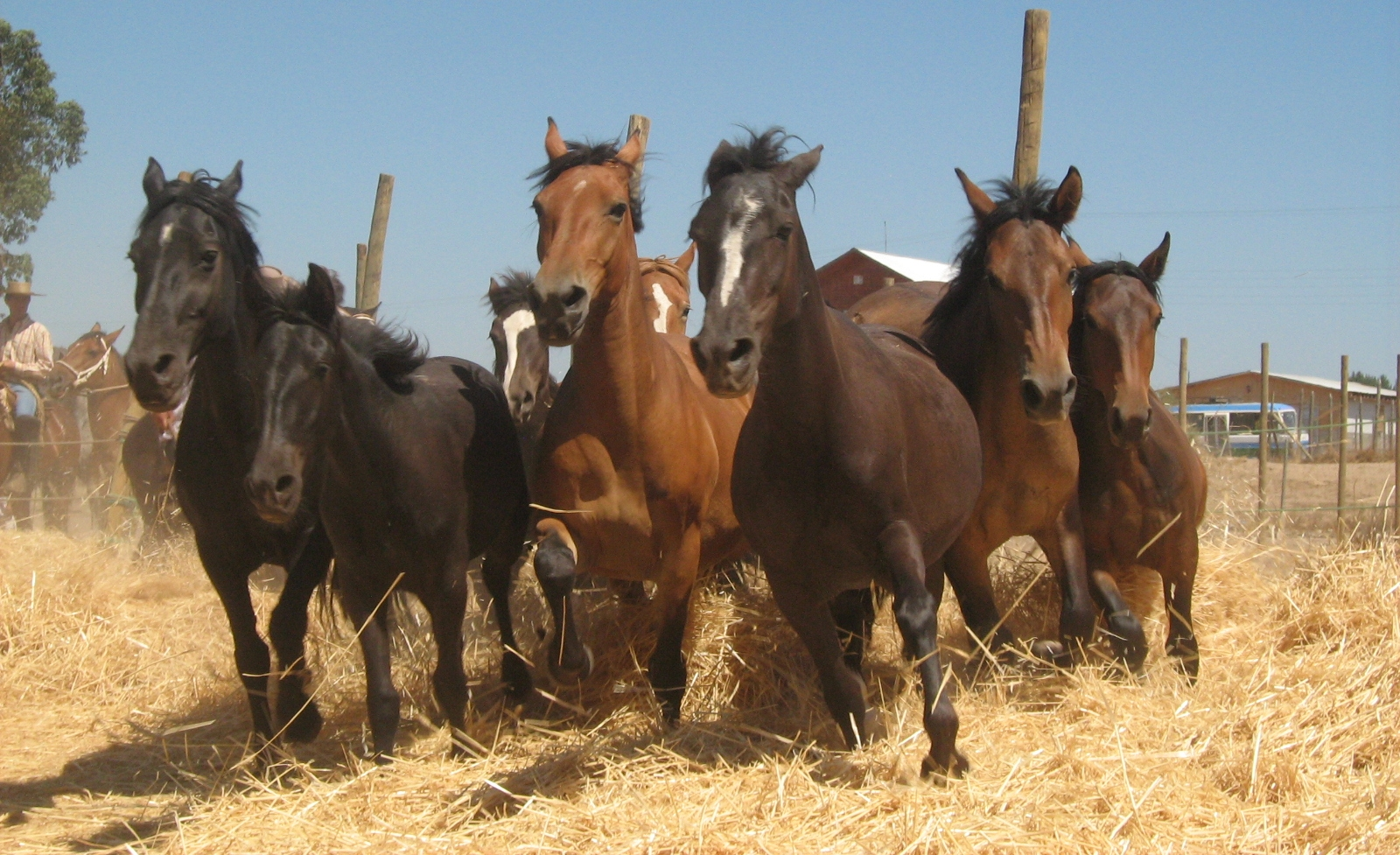
Trilla a yegua suelta.

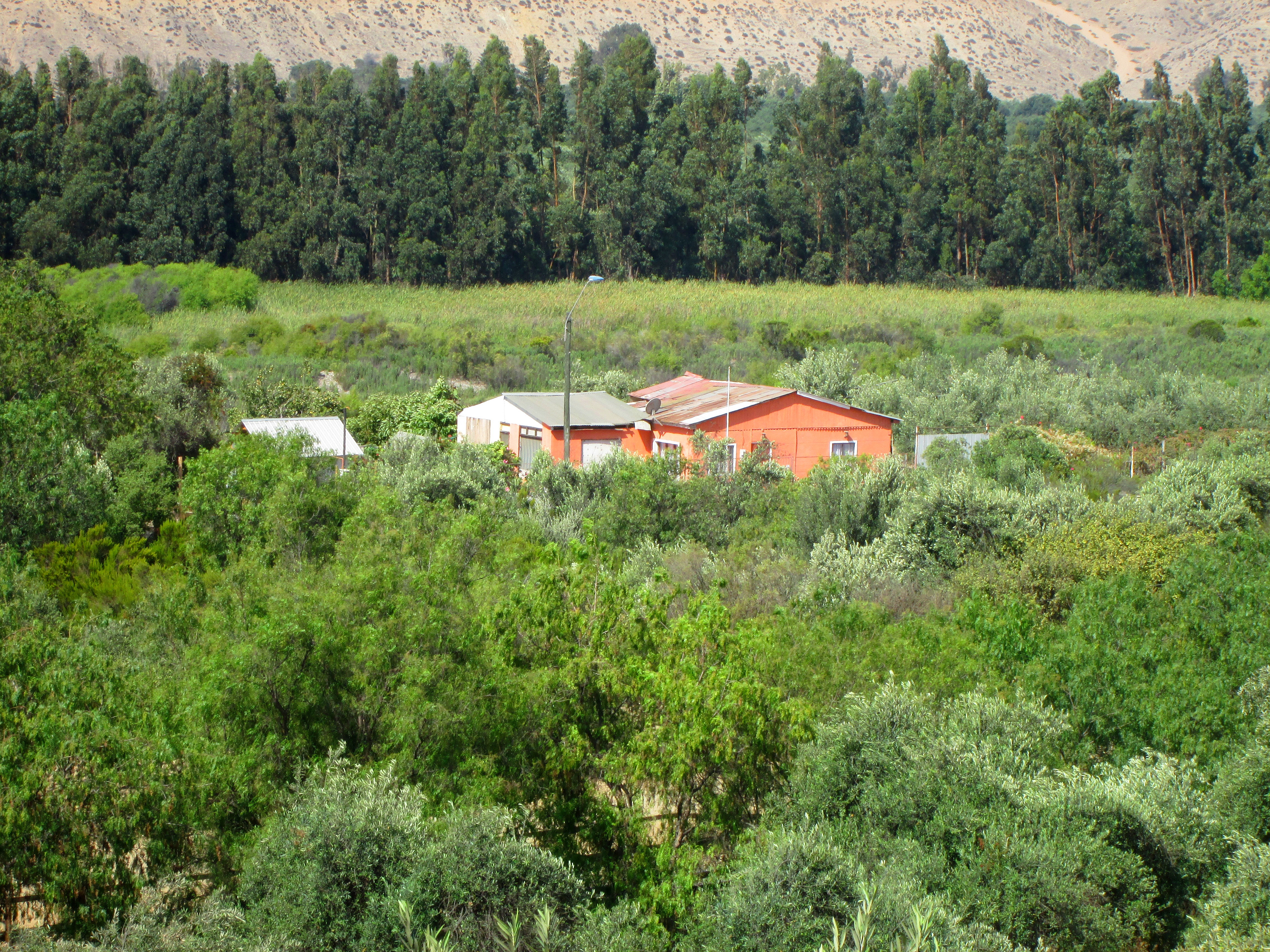
Casa en medio de olivos, imagen característica de la localidad, vista desde la ruta C-46.

- Pampilla de Huasco Bajo: es la celebración de Fiestas Patrias los días 18 y 19 de septiembre de cada año en esta localidad. Es organizado por el Club de Huasos de Huasco Bajo. Entre sus actividades están el movimiento de la rienda, las carreras a la chilena y otras destrezas ecuestres. La ramada es La Goyita.

- Fiesta de la Bienaventurada Virgen María del Santísimo Rosario o Fiesta de la Virgen del Rosario, es una festividad católica que se realiza el segundo domingo del mes octubre de cada año, pues el 7 de octubre es la celebración de la Virgen del Rosario. Esta festividad se realiza con una procesión de la virgen que recorre la calle principal del pueblo finalizando en las afueras de la Iglesia Nuestra Señora del Rosario, frente a la plaza.

- Fiesta de la trilla a yegua suelta: es una antiquísima costumbre comunitaria chilena, realizada por algunas familias de Huasco Bajo, que concurren con sus yeguas o caballos. El dueño de casa es el organizador y quien comparte con estos e invitados, un almuerzo y tragos típicos de la zona, amenizados por un conjunto folclórico al son de la cueca y otros bailes campesinos. El trabajo consiste en esparcir el trigo u otro cereal, tras la cosecha o siega, en una pista llamada ruedo o era que es tizoneada o apretada con tierra espacial por semanas. Para luego ser molido por un tropel de yeguas y caballos, avivados por los huasos. Una vez terminado esa corrida o paso, ingresan los pajeros que lanzan con horquillas nuevamente hacia el centro el haz que es aireada, separando de esta forma la paja del grano, lo que se denomina aventar el trigo. Una vez sacada la paja entran las cuadrillas de barrenderas cuya misión es limpiar la era y acumular el grano bajo la parva de paja central.

- Aniversario de Huasco Bajo,

## Educación
La localidad posee la Escuela El Olivar (F-101) que fue entregada a la comunidad el 26 de agosto de 1992 y reemplazó a la anterior Escuela Co-educacional Nº6 de Huasco Bajo que data del 24 de junio de 1870, funcionando por ende 122 años. Actualmente este antiguo edificio cubierto de pino oregón está siendo restaurado.

## Deportes
- Estadio Municipal de Huasco Bajo: es un recinto deportivo con capacidad para 1000 espectadores ubicado en la localidad, abarca 117 x 117 m² y está enmarcado en el programa Chilestadios del IND, por una suma de 151.895.000 CLP.[7] También fue utilizado por el club de fútbol Estrella del Huasco de la ciudad de Vallenar en el Torneo de Clausura 2013 de la Tercera División B.

## Personajes nacidos en Huasco Bajo
- Luis Joaquín Morales, fue un médico, historiador, político y poeta nacido en Huasco Bajo.